# Josef Leopold
Josef Leopold (ur. 18 lutego 1889 w Langenlois, zm. 24 czerwca 1941) – polityk nazistowski.
W latach 1910–1913 w austro-węgierskim 49 pułku piechoty. Brał udział w I wojnie światowej. Wzięty do niewoli przez Rosjan został skierowany do obozu jenieckiego na Syberii, skąd uciekł w lutym 1918 i przedostał się do Austrii.
Od 29 sierpnia 1929 gauleiter Austrii Dolnej, 1935-1938 szef NSDAP na Austrię, odwołany przez Hitlera po Anschlussie. Poległ na Wołyniu w czasie niemieckiego ataku na ZSRR jako podpułkownik i dowódca batalionu.